# Rose Henderson (Lost)
Rose Henderson (L. Scott Caldwell) este unul dintre personajele principale din serialul de televiziune american Lost.